# Управление воздушным движением

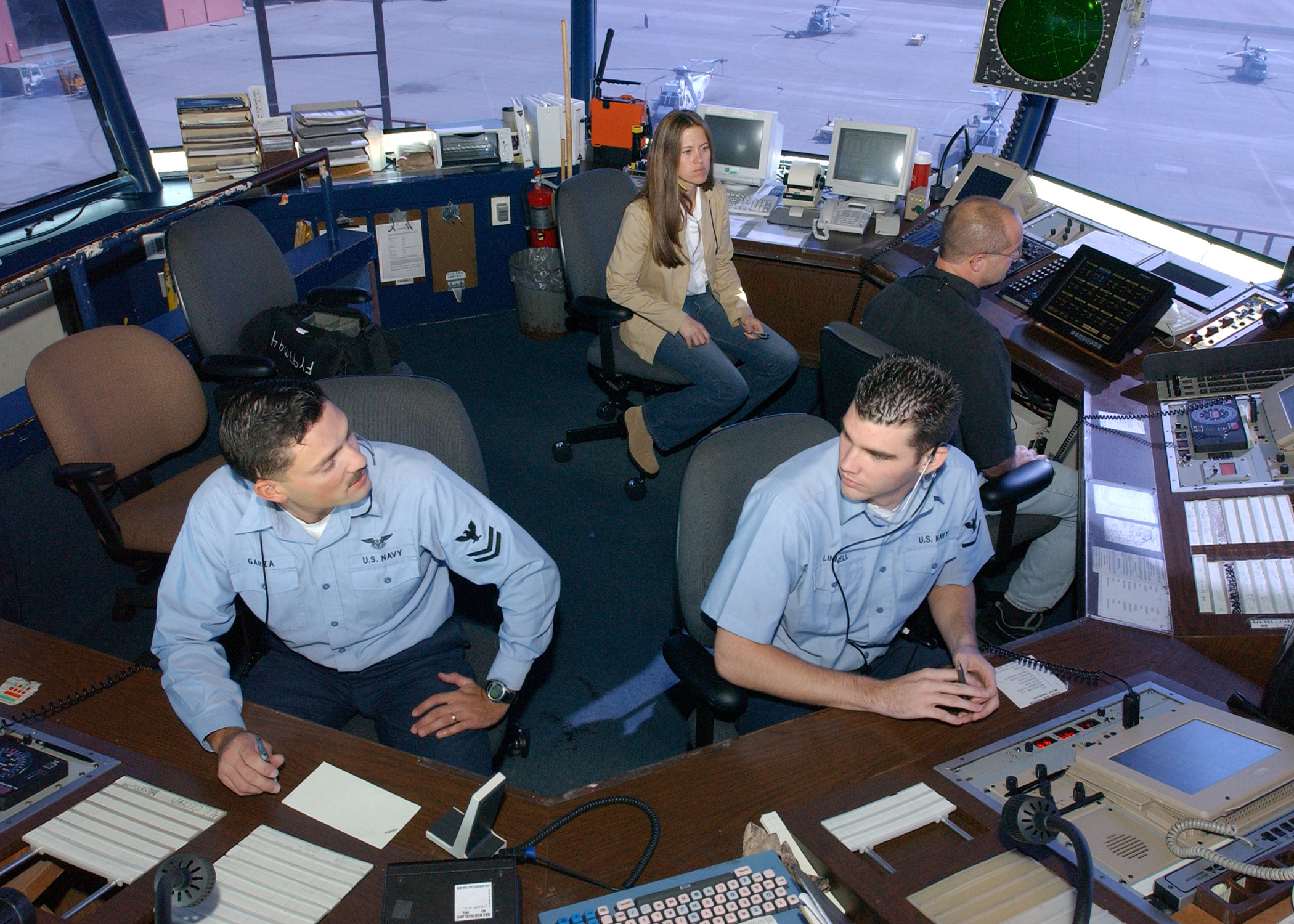
Дежурная смена аэродромной вышки управления воздушным движением
Сан-Диего Калифорния

Управление воздушным движением (контроль воздушного движения, диспетчерское обслуживание воздушного движения, англ. air traffic control) — обслуживание воздушного движения, предоставляемое в целях:
1. предотвращения столкновений: 
  - между воздушными судами;
  - воздушных судов с препятствиями на площади маневрирования;
2. ускорения и регулирования воздушного движения.

Данный вид обслуживания является одним из видов обслуживания воздушного движения (ОВД), что, в свою очередь, является одним из компонентов организации воздушного движения (ОрВД).
- Термин «Диспетчерское обслуживание воздушного движения» и «Управление Воздушным Движением» - равнозначны.[1][2][3]

## Виды и задачи диспетчерского обслуживания

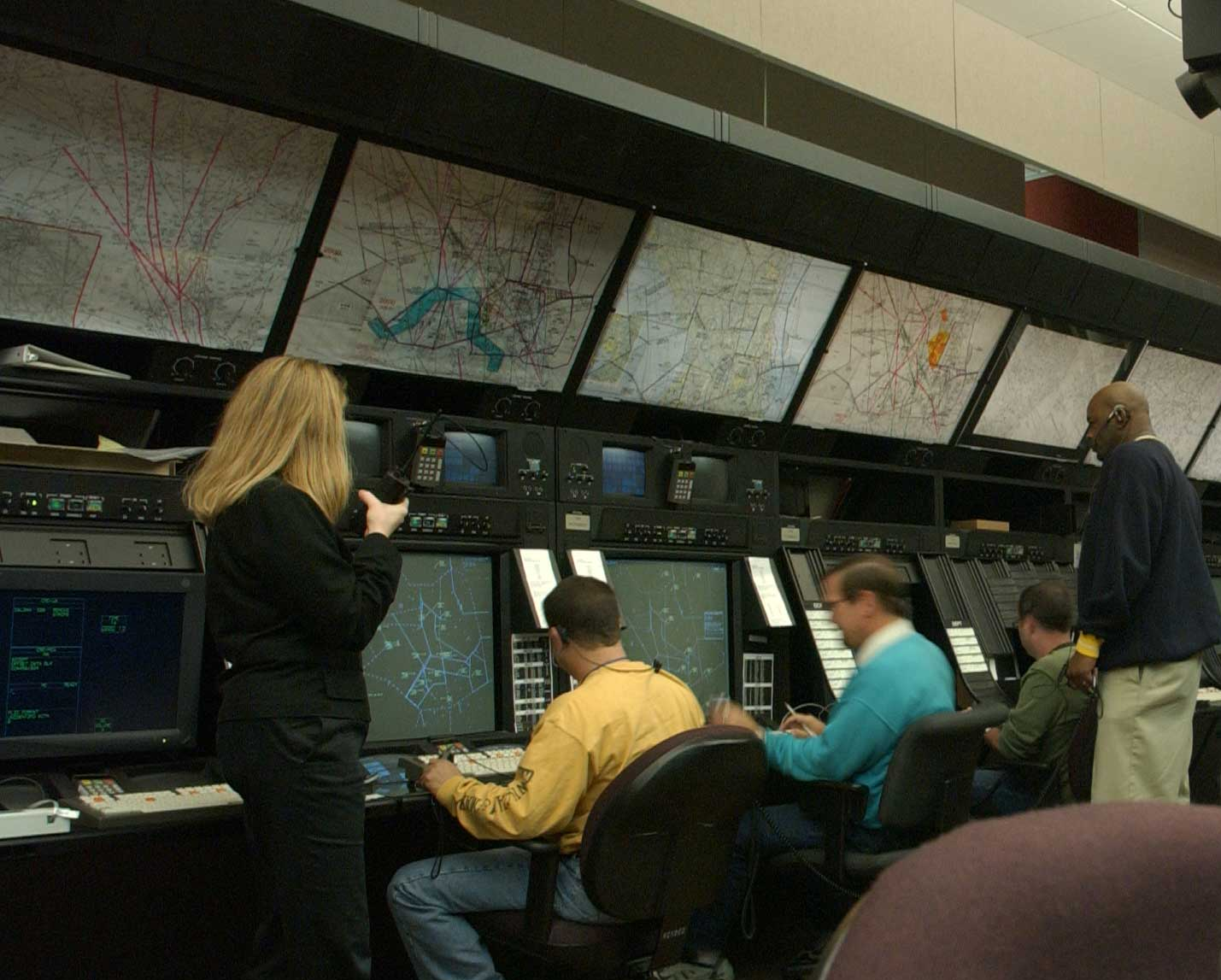
Вашингтонский районный центр управления воздушным движением
Лисберг Вирджиния

В зависимости от того, на каком этапе полета воздушного судна осуществляется предоставление диспетчерского обслуживания (управление воздушным движением), данное обслуживание подразделяется:
- Районное диспетчерское обслуживание предоставляется на этапах полета не связанных с прибытием, вылетом и аэродромным движением для решения задач по предотвращению столкновений между воздушными судами, ускорению и поддержанию упорядоченного потока воздушного движения.
- Диспетчерское обслуживание подхода предоставляется на этапах полета, которые связаны с прибытием и вылетом для предотвращения столкновений между воздушными судами, ускорения и поддержания упорядоченного потока воздушного движения.
- Аэродромное диспетчерское обслуживание предоставляется при движении на площади маневрирования аэродрома, а также во время полетов воздушных судов вблизи аэродрома в пределах границ диспетчерской зоны. Данный вид обслуживания осуществляется для предотвращения столкновений между воздушными судами, ускорения и поддержания упорядоченного потока воздушного движения, а также для предотвращения столкновений воздушных судов, находящихся на площади маневрирования, с препятствиями на этой площади.

Задачи диспетчерского обслуживания воздушного движения не включают предотвращение столкновений с землей, любое выданное органами управления воздушным движением разрешение не освобождает экипаж воздушного судна от ответственности за выдерживание безопасных высот.
В случаях, когда осуществляется векторение воздушного судна, выполняющего полёт по правилам полётов по приборам, либо ему указывается спрямлённый маршрут, предусматривающий уход с запланированного экипажем маршрута, диспетчером управления воздушным движением выдаются разрешения, которые обеспечивают минимальный запас высот над препятствиями.
С 3 декабря 2020 года измерение высоты полета в России производится не в метрах, а в футах. Давление станет отсчитываться не от взлетной полосы аэродрома, а от уровня моря.
До 3 декабря 2020 года высота полетов в нижнем пространстве (где самолеты маневрируют) измерялась в метрах, а высота полетов в верхнем пространстве ( где самолеты летают на маршрутах) в футах с 2011 года, теперь высота полетов измеряется в футах. В СССР высота полетов измерялась в метрах.